# Salar, Afyonkarahisar
Salar là một thị trấn thuộc thành phố Afyonkarahisar, tỉnh Afyonkarahisar, Thổ Nhĩ Kỳ. Dân số thời điểm năm 2011 là 4.079 người.